# Exechiopsis palettata
Exechiopsis palettata is een muggensoort uit de familie van de paddenstoelmuggen (Mycetophilidae). De wetenschappelijke naam van de soort is voor het eerst geldig gepubliceerd in 1965 door Burghele-Balacesco.